# Gleđica
Gleđica (izvirno srbsko Глеђица) je naselje v Srbiji, ki upravno spada pod Občino Ivanjica; slednja pa je del Moraviškega upravnega okraja.

## Demografija
V naselju živi 253 polnoletnih prebivalcev, pri čemer je njihova povprečna starost 56,4 let (53,3 pri moških in 59,4 pri ženskah). Naselje ima 111 gospodinjstev, pri čemer je povprečno število članov na gospodinjstvo 2,42.
To naselje je, glede na rezultate popisa iz leta 2002, večinoma srbsko, a v času zadnjih treh popisov je opazno zmanjšanje števila prebivalcev.
|  |

| Demografija | Demografija     | Demografija     |
| Leto        | Št. prebivalcev | Št. prebivalcev |
| ----------- | --------------- | --------------- |
|             |                 |                 |
|             |                 |                 |
|             |                 |                 |
|             |                 |                 |
| 1948        | 1146            |                 |
| 1953        | 1271            |                 |
| 1961        | 1218            |                 |
| 1971        | 930             |                 |
| 1981        | 597             |                 |
| 1991        | 336             | 336             |
| 2002        | 269             | 269             |
|             |                 |                 |

| Etnična sestava po popisu iz leta 2002 | Etnična sestava po popisu iz leta 2002 | Etnična sestava po popisu iz leta 2002 | Etnična sestava po popisu iz leta 2002 | Etnična sestava po popisu iz leta 2002 |
| -------------------------------------- | -------------------------------------- | -------------------------------------- | -------------------------------------- | -------------------------------------- |
| Srbi                                   | Srbi                                   |                                        | 267                                    | 99,25%                                 |
| Neznano                                | Neznano                                |                                        | 1                                      | 0,37%                                  |